# Don Libes
Don Libes est un ingénieur américain du NIST travaillant sur l'interopérabilité.
Il est connu pour le développement de la suite logicielle Expect.